# 瀧川鯉かん
瀧川 鯉かん（たきかわ りかん）は、落語家の名跡。現在は空き名跡となっている。滝川鯉かんとも表記。

## 初代
（生没年不詳）
若い頃から三味線を好じ文政末から天保の初め頃、旅回りの一座で上信越を巡業すること5年ほど伊香保で初代三升亭小勝に見出され客分弟子になって江戸の高座にあがるようになる。
巡業中の芸名は不明だが鯉かんの名は滑稽本作者の滝亭鯉丈から拝借したという。江戸でもこの名を使った。
都々一、浮かれ節、謎合わせなどの音曲を得意とし寄席では大看板だった。
弟子は多く3代目立川談志（花咲爺の談志）、3代目麗々亭柳橋等が門下にいた。嘉永4年、5年（1851年から1852年）頃没したという。

## 2代目
- 元は新内の鶴賀鶴太夫といい、美音の太夫だった。
- 3代目麗々亭柳橋（初代春錦亭柳桜）に見出され門下になった。
- 同門の桜家橋之助と組んで「喧嘩都々一」（都々一で相方の顔を罵り合う）を売り出し、安政の初め頃から明治中期頃まで鳴らした。
- 晩年は霊岸島で武蔵家という芸者屋の隠居として余生を過ごした。

## 3代目

### 経歴
- 最初は4代目春風亭柳枝の門で4代目春風亭梅枝。
- のちに2代目談洲楼燕枝の門となる。
- 1912年5月に3代目瀧川鯉かんを襲名。

### 人物
- 入船米蔵（板橋啓次郎）と組んで掛け合い噺（軽口）を演じた。
- 大正期には演芸会社、震災後は睦会に所属していた。
- 昭和4年頃まで活動していたがその後は引退した模様。